# Jaromír Dušek
Jaromír Dušek (* 4. srpna 1952 Dolní Dobrouč) je český politik a bývalý odborář. V letech 1995 až 2012 stál postupně v čele Odborového sdružení železničářů a Svazu odborářů služeb a dopravy. V letech 2012 až 2016 byl zastupitelem Pardubického kraje a náměstkem hejtmana zodpovědným za dopravu a dopravní obslužnost.

## Život
V roce 1971 absolvoval střední průmyslovou školu železniční a nastoupil na místo železničního výpravčího v České Třebové, kde sloužil až do roku 1989. V tomtéž roce získal post mluvčího Občanského fóra a začal se angažovat v železničních odborech. V letech 1993 až 1999 vystudoval obor marketing a management na Fakultě dopravní Vysoké školy chemicko-technologické v Pardubicích (v současnosti Univerzita Pardubice) (získal titul Ing.).
V roce 1995 se stal předsedou odborářského hnutí s názvem Odborové sdružení železničářů. V roce 2007 byl odvolán a nastoupil na Generální ředitelství ČD. V letech 2009 až 2012 působil jako předseda Svazů odborářů služeb a dopravy, poté začal pracovat ve vedení Pardubického kraje.

### Politické působení
Ve volbách do Senátu PČR v roce 2008 neúspěšně kandidoval v obvodu č. 3 - Cheb jako nestraník za Stranu důstojného života. Získal 5,61 % hlasů a skončil s odstupem na 5. místě. O dva roky později ve volbách do Senátu PČR v roce 2010 kandidoval jako nestraník za SPOZ v obvodu č. 46 - Ústí nad Orlicí. Se ziskem 8,31 % hlasů znovu obsadil 5. místo.
Ještě v roce 2010 do SPOZ vstoupil a v krajských volbách v roce 2012 byl lídrem kandidátky v Pardubickém kraji. Strana uspěla, získala 5,31 % hlasů a Dušek se společně se svými dvěma kolegy stal krajským zastupitelem. Po vytvoření krajské koalice ČSSD, Koalice pro Pardubický kraj (tj. KDU-ČSL, hnutí Nestraníci a SNK-ED) a SPOZ byl na začátku listopadu 2012 zvolen náměstkem hejtmana zodpovědným za dopravu a dopravní obslužnost.
Ve volbách do Poslanecké sněmovny PČR v roce 2013 kandidoval v Pardubickém kraji na druhém místě kandidátky SPOZ, ale neuspěl.
V krajských volbách v roce 2016 byl z pozice člena SPO lídrem kandidátky subjektu "Osobnosti Pardubického kraje" (tj. SPO, HOK a PPL) v Pardubickém kraji, ale neuspěl (uskupení pod jeho vedením získalo pouze 3,14 % hlasů a do zastupitelstva se nedostalo).

## Označení vedení drah za homosexuály
V březnu 2010 označil ministra dopravy Gustava Slamečku, generálního ředitele ČD Petra Žaludu a šéfa úřadu vlády Jana Nováka při rozhovoru pro Lidové noviny za vůdce kliky homosexuálů ovládající České dráhy, zodpovědné za masivní korupci.
| „               | To je jednoznačně člověk Romana Janouška a pražské kliky ODS. Jinak: homosexuál Žaluda drží s homosexuálem Slamečkou, homosexuál Slamečka má vazby na homosexuála Nováka (Gustav Slamečka je ministr dopravy, Jan Novák šéf úřadu vlády – pozn. red.). A na ministerstvu dopravy je těch homosexuálů natahanejch tak dvacet a ve vedení drah tak třicet, a tihle lidé absolutně ovládají České dráhy. To mi věřte. Já tam chci založit spolek čtyřprocentní menšiny heterosexuálů, abychom měli rovné příležitosti. Můžu vám říct, že se tam bojím ohnout pro tužku na chodbě. | “ |
| — Jaromír Dušek | |   |

## Osobní život
Jaromír Dušek je ženatý a má pět dětí. Žije v obci Dolní Dobrouč v okrese Ústí nad Orlicí.